# Сузан Мур (Алабама)
Сузан Мур (енгл. Susan Moore) град је у америчкој савезној држави Алабама. По попису становништва из 2010. у њему је живело 763 становника.

## Демографија
Према попису становништва из 2010. у граду је живело 763 становника, што је 42 (5,8%) становника више него 2000. године.
| Група             | 2000.       | 2010.       |
| Белци             | 669 (92,8%) | 674 (88,3%) |
| Афроамериканци    | 1 (0,1%)    | 0 (0,0%)    |
| Азијати           | 1 (0,1%)    | 3 (0,4%)    |
| Хиспаноамериканци | 43 (6,0%)   | 73 (9,6%)   |
| Укупно            | 721         | 763         |